# Vorderer Plattenkogel
Der Vordere Plattenkogel (2672 m ü. A.) ist ein Berggipfel im Gschlößkamm der Venedigergruppe im Norden Osttirols (Gemeinde Matrei in Osttirol).

## Lage
Der Vordere Plattenkogel ist ein Gipfel im äußersten Osten des Gschlößkamms. Er ist vom Hinteren Plattenkogel (2741 m ü. A.) im Südwesten durch die Plattenscharte (2563 m ü. A.) getrennt. Er bildet den Schlussgipfel des nördlichen Gschlößkammbereichs und fällt nach Norden zum Gschlößtal und im Osten zum Tauerntal steil ab. Am nordöstlichen Abhang des Vorderen Plattenkogels liegt die Außergschlößalm. Der Vordere Plattenkogel ist bergsteigerisch unbedeutend, südöstlich führt der Wildenkogelweg an ihm vorbei.